# Ослинник прямой
Ослинник прямой, или Энотера прямая (лат. Oenothera stricta) — травянистое растение, вид рода Ослинник (Oenothera) семейства Кипрейные (Onagraceae). Произрастает на островах Ислас-Десвентурадас, в Чили и на юге Аргентины, интродуцирован во многих местах мира.

## Описание
Ослинник прямой — травянистое растение с опушённым стеблем, пятнисто-красным, прямостоячим, высотой 50—150 см, с обратноланцетными или линейными прикорневыми листьями. Стеблевые листья узколанцетные, с волнистыми, мелкозубчатыми краями. Лепестки цветков жёлтые, со временем постепенно краснеющие, 2—4,5 см, чашелистики красноватые. Плод — коробочка, заметно удлинённая в верхней половине, опушённая. Цветёт с весны и в течение всего лета.

## Ареал
Естественный ареал: Ислас-Десвентурадас, Чили и юг Аргентины. Растёт на дюнах. Интродуцирован в Испании, Португалии, Франции, Германии, Швейцарии, Италии, России и в других странах.

## Подвиды
Два подвида:
- Oenothera stricta altissima W.Dietr. — Южная Аргентина
- Oenothera stricta stricta — Ислас-Десвентурадас, Чили

## Культивирование
Выведен сорт 'Sulphurea': многолетний сорт, образующий кусты высотой около 75 см с узкими, бронзово-зелёными листьями и красноватыми стеблями. Цветки крупные, душистые, лимонно-жёлтые, раскрываются из красных бутонов и созревают до персикового цвета; цветение с начала лета до середины осени.

## Галерея

Ослинник прямой (Oenothera stricta)
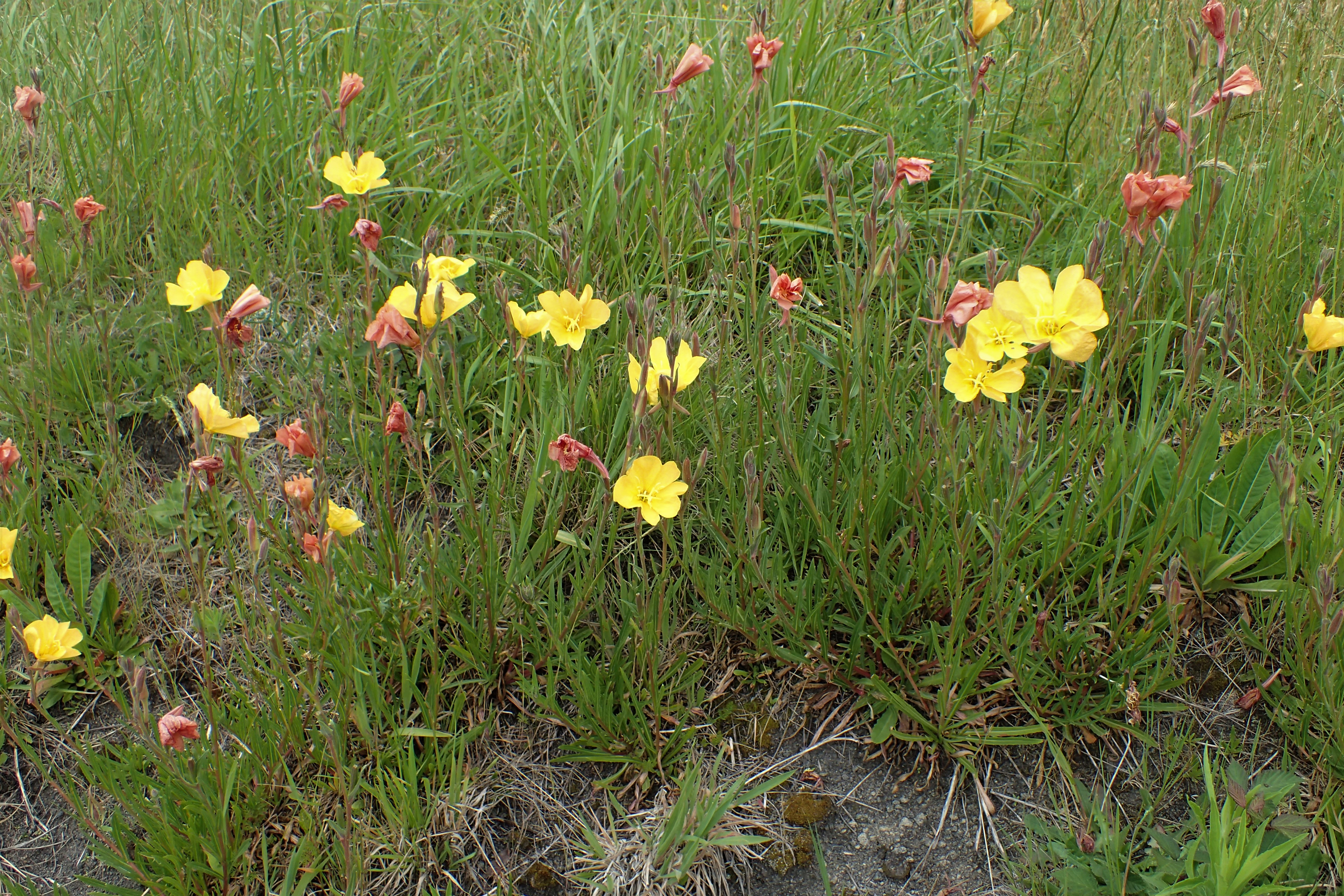
Общий вид
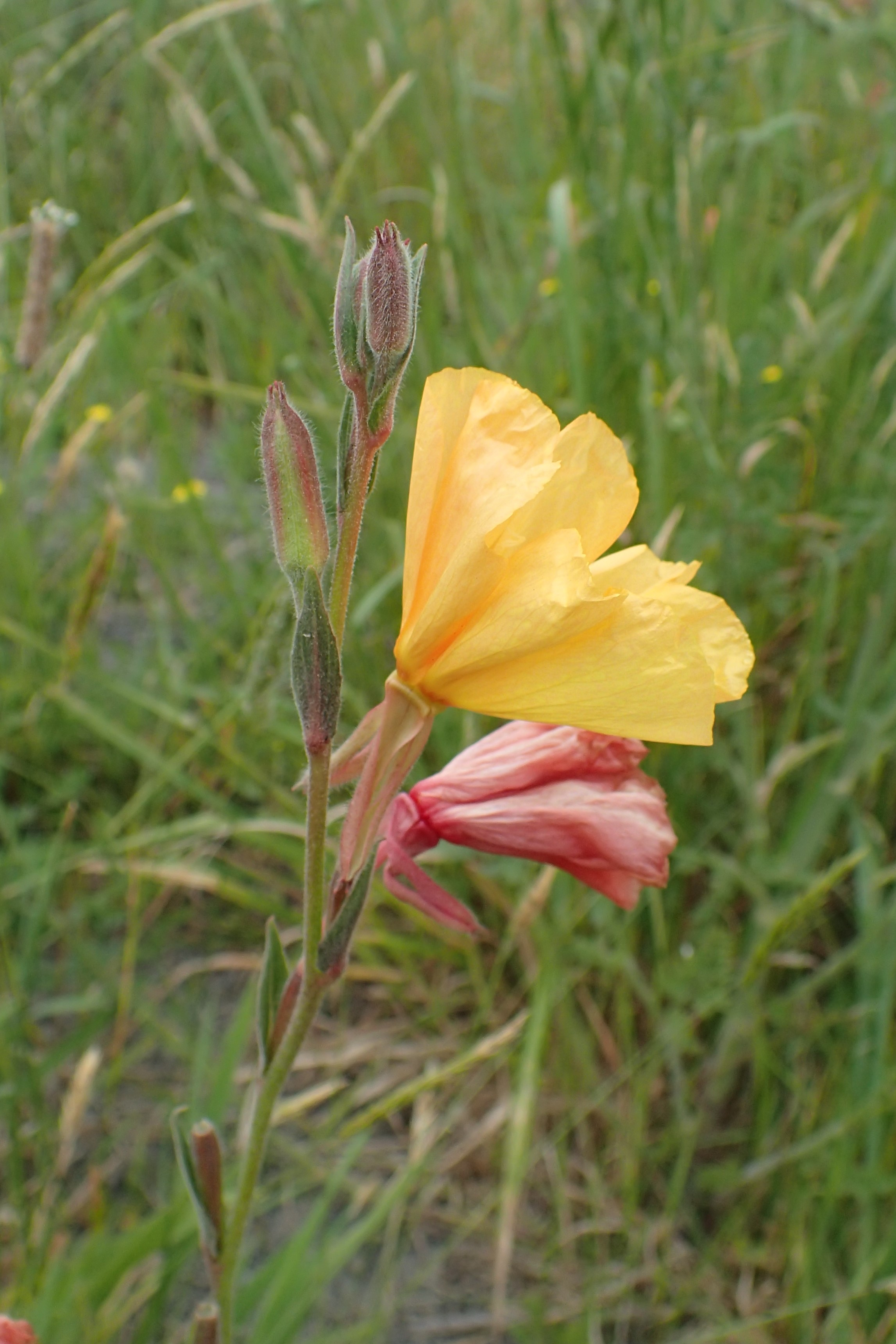
Цветок
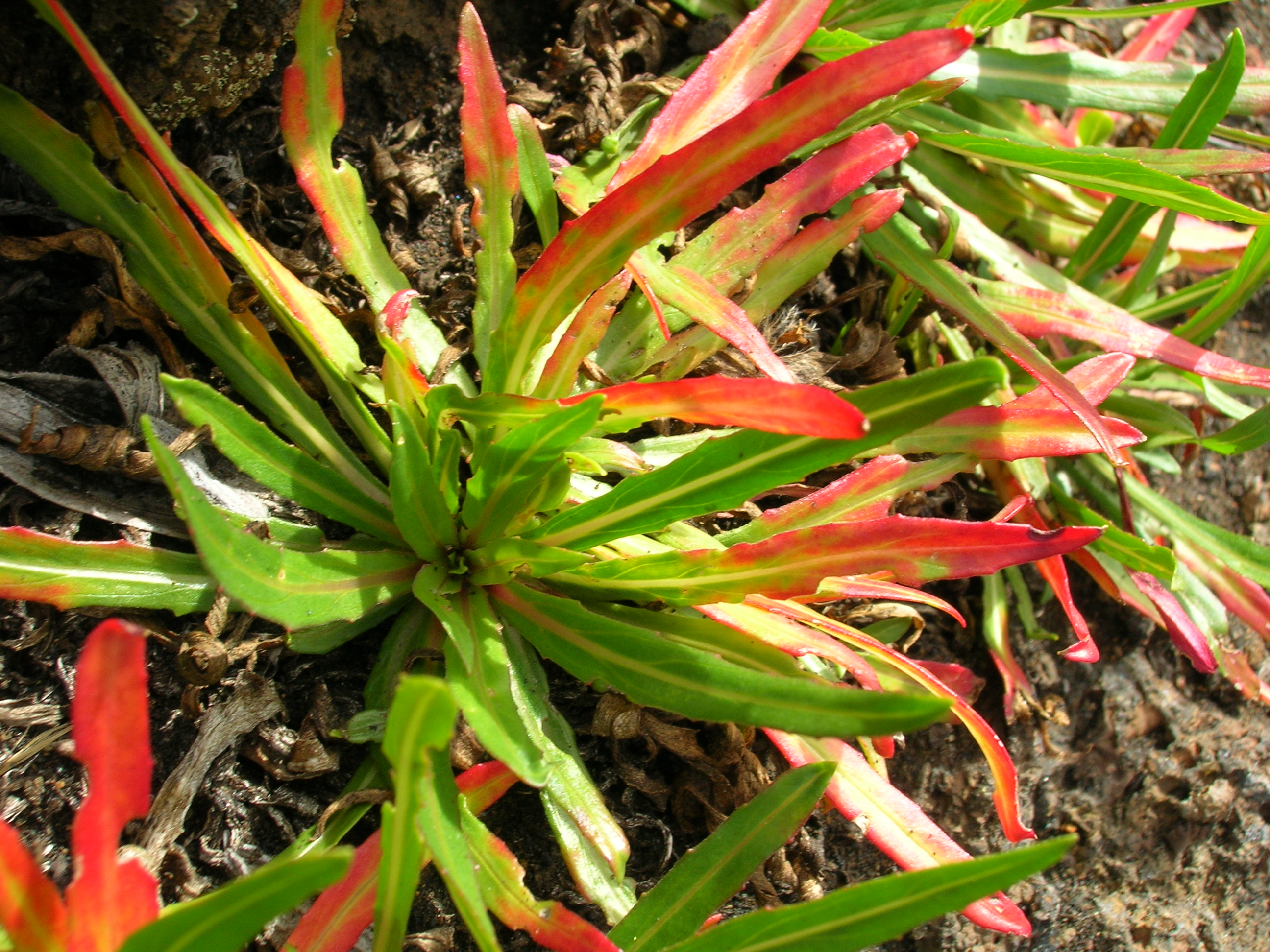
Прикорневые листья
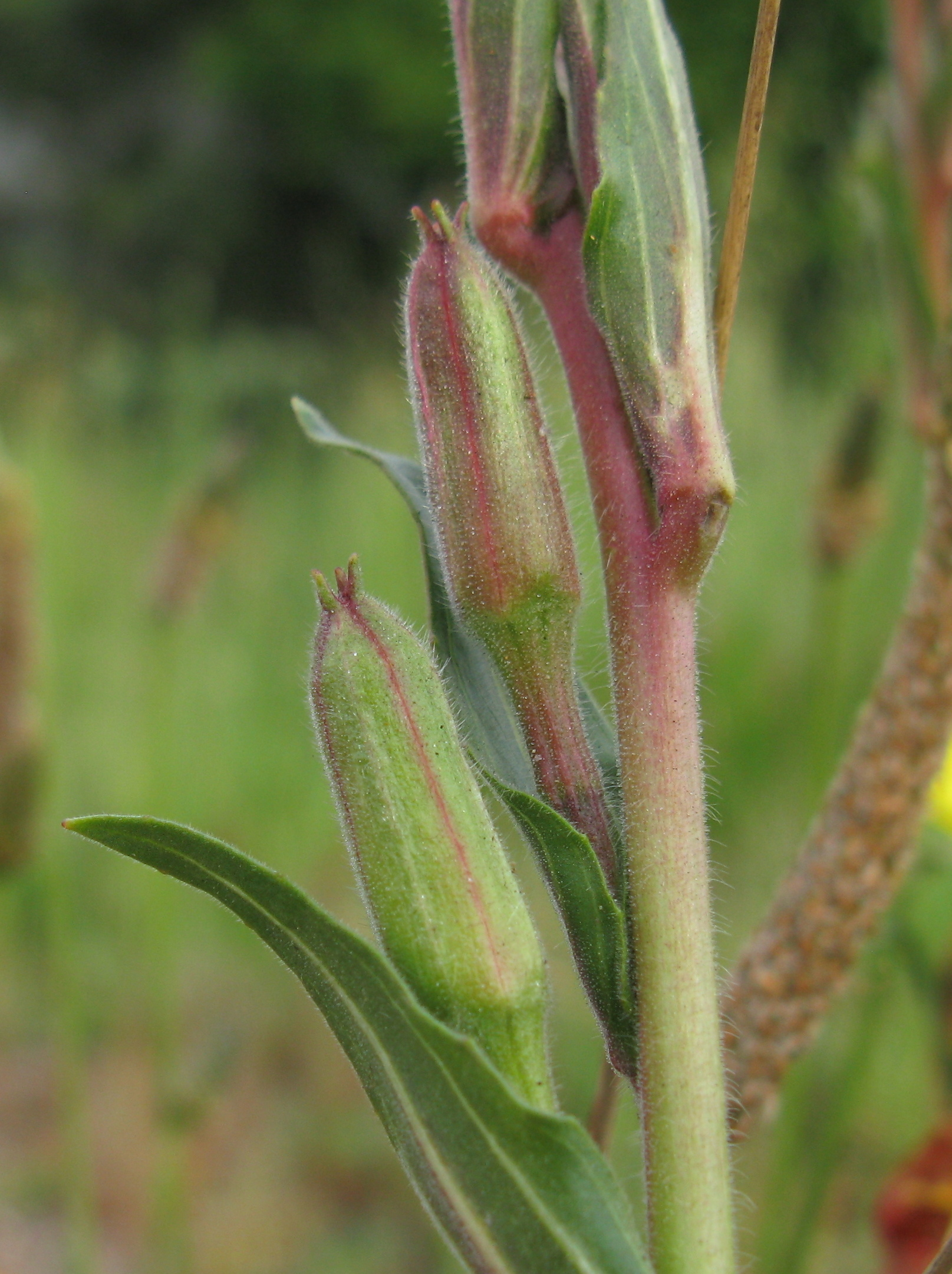
Плоды
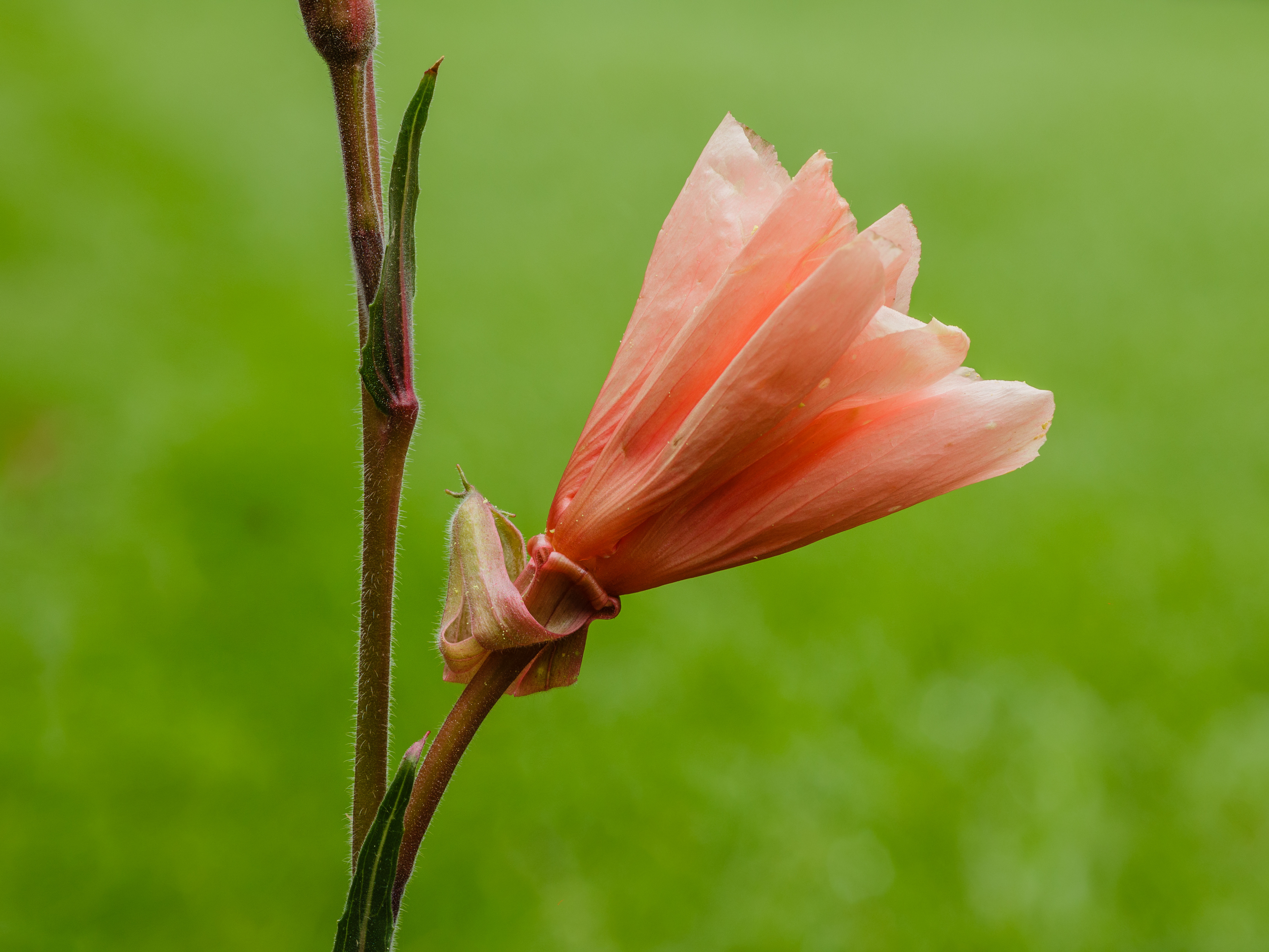
Сорт 'Sulphurea'